# Formule E 2015/2016
Formule E 2015/16 byla druhou sezónou šampionátu vozů Formule E. Druhý ročník čistě elektrické série přinesl řadu novinek. Asi o nejvýraznější změnu se jednalo u pohonných jednotek, které si mohly týmy vyvíjet. To přineslo příchod velkých značek jako Renault či DS (prémiová značka Citroënu). Dále nastala změna u systému penalizací a u FanBoostu, kde mohli diváci hlasovat pro své oblíbené jezdce ještě během začátku závodu. Druhá sezóna znamenala také konec stáje Jarna Trulliho a Týmu Aguri, které v následující sezóně nahradily týmy Jaguar a Techeetah.

## Složení týmů
| Tým                             | Konstruktér          | Motor                   | Č. | Jezdci                 | Závody    |
| ------------------------------- | -------------------- | ----------------------- | -- | ---------------------- | --------- |
| NEXTEV TCR Formula E Team       | Spark-NEXTEV         | NEXTEV TCR FormulaE 001 | 1  | Nelson Piquet Jr.      | 1–10      |
| NEXTEV TCR Formula E Team       | Spark-NEXTEV         | NEXTEV TCR FormulaE 001 | 88 | Oliver Turvey          | 1–10      |
| DS Virgin Racing Formula E Team | Spark-Citroën        | Virgin DSV-01           | 2  | Sam Bird               | 1–10      |
| DS Virgin Racing Formula E Team | Spark-Citroën        | Virgin DSV-01           | 25 | Jean-Éric Vergne       | 1–10      |
| Venturi Formula E Team          | Spark-Venturi        | Venturi VM200-FE-01     | 4  | Stéphane Sarrazin      | 1–10      |
| Venturi Formula E Team          | Spark-Venturi        | Venturi VM200-FE-01     | 12 | Jacques Villeneuve     | 1–3       |
| Venturi Formula E Team          | Spark-Venturi        | Venturi VM200-FE-01     | 12 | Mike Conway            | 4–10      |
| Dragon Racing                   | Spark-Venturi        | Venturi VM200-FE-01     | 6  | Loïc Duval             | 1–10      |
| Dragon Racing                   | Spark-Venturi        | Venturi VM200-FE-01     | 7  | Jérôme d'Ambrosio      | 1–10      |
| Renault e.Dams                  | Spark-Renault        | Renault Z.E 15          | 8  | Nicolas Prost          | 1–10      |
| Renault e.Dams                  | Spark-Renault        | Renault Z.E 15          | 9  | Sébastien Buemi        | 1–10      |
| Trulli Formula E Team           | Spark-Motomatica     | Motomatica JT-01        | 10 | Salvador Durán         | 1‡        |
| Trulli Formula E Team           | Spark-Motomatica     | Motomatica JT-01        | 10 | Jarno Trulli           | 2‡        |
| Trulli Formula E Team           | Spark-Motomatica     | Motomatica JT-01        | 18 | Vitantonio Liuzzi      | 1–2‡      |
| ABT Schaeffler Audi Sport       | Spark-Abt Sportsline | ABT Schaeffler FE01     | 11 | Lucas di Grassi        | 1–10      |
| ABT Schaeffler Audi Sport       | Spark-Abt Sportsline | ABT Schaeffler FE01     | 66 | Daniel Abt             | 1–10      |
| Mahindra Racing Formula E Team  | Spark-Mahindra       | Mahindra M2ELECTRO      | 21 | Bruno Senna            | 1–10      |
| Mahindra Racing Formula E Team  | Spark-Mahindra       | Mahindra M2ELECTRO      | 23 | Nick Heidfeld          | 1–2, 4–10 |
| Mahindra Racing Formula E Team  | Spark-Mahindra       | Mahindra M2ELECTRO      | 23 | Oliver Rowland         | 3         |
| Amlin Andretti Formula E        | Spark-McLaren        | SRT01-e                 | 27 | Robin Frijns           | 1–10      |
| Amlin Andretti Formula E        | Spark-McLaren        | SRT01-e                 | 28 | Simona de Silvestro    | 1–10      |
| Team Aguri                      | Spark-McLaren        | SRT01-e                 | 55 | António Félix da Costa | 1–7, 9–10 |
| Team Aguri                      | Spark-McLaren        | SRT01-e                 | 55 | Rene Rast              | 8         |
| Team Aguri                      | Spark-McLaren        | SRT01-e                 | 77 | Ma Čching-chua         | 7–10      |
| Team Aguri                      | Spark-McLaren        | SRT01-e                 | 77 | Nathanaël Berthon      | 1–3       |
| Team Aguri                      | Spark-McLaren        | SRT01-e                 | 77 | Salvador Durán         | 4–6       |
|                                 |                      |                         |    |                        |           |

## Přestupy jezdců
| jezdec             | od                      | do                              |
| ------------------ | ----------------------- | ------------------------------- |
| Jaime Alguersuari  | Virgin Racing           | konec závodní kariéry           |
| Jacques Villeneuve | -                       | Venturi Formula E Team          |
| Nick Heidfeld      | Venturi Formula E Team  | Mahondra Racing Formula E Team  |
| Jean-Éric Vergne   | Andretti Formula E Team | DS Virgin Racing Formula E Team |
| Jacques Villeneuve | Venturi Formula E Team  | -                               |
| Mike Conway        | -                       | Venturi Formula E Team          |

## Kalendář
Sezóna opět začínala v Pekingu a končila dvojitým finále v Londýně. Formule E poprvé zavítal do Ciudad de México a Paříže. ePrix Berlína pak kvůli osídlení letiště Tempelhofu imigranty přesídlila do Karl-Marx-Allee. Kvůli problémům s úřady byla během sezóny odstraněna ePrix Ruska a kvůli aktivistům došlo málem i k odstranění Londýnské ePrix, ta se v Battersea Parku jela na nejbližší dobu naposledy.
| Podnik | ePrix                | Stát               | Trať                             | Datum             |  |
| ------ | -------------------- | ------------------ | -------------------------------- | ----------------- |  |
| 1      | Beijing ePrix        | Čína               | Beijing Olympic Green Circuit    | 24. října 2015    |  |
| 2      | Putrajaya ePrix      | Malajsie           | Putrajaya Street Circuit         | 7. listopadu 2015 |  |
| 3      | Punta del Este ePrix | Uruguay            | Punta del Este Street Circuit    | 19 Prosince 2015  |  |
| 4      | Buenos Aires ePrix   | Argentina          | Puerto Madero Street Circuit     | 6. února 2016     |  |
| 5      | Mexico ePrix         | Mexiko             | Autodromo Hermanos Rodriguez     | 19. března 2016   |  |
| 6      | Long Beach ePrix     | USA                | Long Beach Street Circuit        | 2. dubna 2016     |  |
| 7      | Paris ePrix          | Francie            | Circuit de Les Invalides         | 23. dubna 2016    |  |
| 8      | Berlin ePrix         | Německo            | Tempelhof Airport Street Circuit | 21. května 2016   |  |
| 9      | London ePrix Race 1  | Spojené království | Battersea Park Street Circuit    | 2. července 2016  |  |
| 10     | London ePrix Race 2  | Spojené království | Battersea Park Street Circuit    | 3. července 2016  |  |
|        |                      |                    |                                  |                   |  |